# Ciro De Leva
Ciro De Leva (Napoli, 11 marzo 1959) è un ex pugile italiano, campione europeo dei pesi gallo tra il 1984 e il 1986 e sfidante al titolo mondiale WBA.

## Carriera
Guardia sinistra, inizia a praticare il pugilato giovanissimo. Vince la medaglia d'argento, nei pesi mosca, ai Campionati nazionali dilettanti del 1978 e del 1979, sconfitto in finale da Franco Cherchi.
Esordisce al professionismo l'11 ottobre 1980 battendo Salvatori Laconi per squalifica alla quinta ripresa, sul ring della sua città natale. Dopo undici match, conclusi con dieci vittorie e un pari, è opposto a Giovanni Camputaro per il titolo italiano vacante. Il 18 giugno 1982, a Napoli, conquista la cintura italiana  dei pesi mosca ai punti sul più esperto avversario.
A novembre dello stesso anno, alla prima difesa, la sua "bestia nera" Franco Cherchi gli infligge la prima sconfitta, ai punti, strappandogli la cintura sul ring di Trezzano sul Naviglio . Tre mesi dopo, l'11 marzo 1983, De Leva esce dai confini per l’unica volta in carriera e affronta il francese Antoine Montero in un match eliminatorio per il titolo europeo dei pesi mosca. È VINCE  per knock-out tecnico all’undicesimo round. 
Decide allora di salire nella categoria dei pesi gallo e, al suo primo match conquista il titolo italiano battendo Paolo Castrovilli il 14 ottobre 1983 a Milano per squalifica alla decima ripresa. Difende vittoriosamente il titolo sette mesi dopo sul ring di Chiavari battendo per Kot al secondo round Giuseppe Fossati.
Il 14 novembre 1984, a Salerno, De Leva conquista il titolo europeo battendo ai punti in dodici riprese il britannico John Feeney. Difende la cintura europea per ben sette volte in due anni battendo Valter Giorgetti (Kot all’8 round), gli spagnoli Rodriguez Cal (Kot al settimo), Ignazio Martinez Antunez (due volte ai punti) e Vicente Fernandez, il francese Alain Limarola e il britannico Ray Gilbody (sempre ai punti) .
Il 4 ottobre del 1986 sale sul ring di TORINO  per tentare di strappare il titolo mondiale WBA dei pesi gallo al venezuelano Bernando Pinango. È sconfitto per knock-out tecnico al decimo round. 
Torna a combattere una sola volta, dopo quattordici mesi, battendo ai punti il congolese Ley Umba Sengi. Poi lascia il pugilato attivo.

## Dopo il ritiro
Sceso dal ring De Leva si dedica per breve tempo all’attività di tassista, per poi svolgere quella di allenatore nella società pugilistica di Geppino Silvestri, nel quartiere napoletano di Ponticelli . 